# زبیدا
زبیدا (به هندی: Zubeidaa) فیلمی است محصول سال ۲۰۰۱ و به کارگردانی شیام بنگال است. در این فیلم بازیگرانی همچون کاریسما کاپور، ریکا، مانوج باجپایی، آمریش پوری، فریده جلال، لیلیت دوبی، شاکتی کاپور، راهول سینگ، راجیت کاپور، راوی جانکال ایفای نقش کرده‌اند.